# Ana de Jesús
Ana de Lobera Torres (Medina del Campo, 25 de novembro de 1545 — Bruxelas, 4 de março de 1621), mais conhecida como Ana de Jesús ou, no Brasil e Portugal como Ana de Jesus, foi uma freira e escritora espanhola.
Conhecida por ser uma influente mística e pelas orações por ela escritas, foi declarada uma venerável pelo papa Pio IX, e beata pelo Papa Francisco .

## Infância
Filha de Diego de Lobera e de Francisca Torres, foi batizada no mesmo dia que nasceu, pois nasceu surda e muda e assim permaneceu até os sete anos de idade, até começar a falar. Não chegou a conhecer o pai, já que o mesmo morreu pouco antes do nascimento de Ana. Teve um irmão mais velho, chamado Cristóbal, que depois se tornou jesuíta.
Ao completar nove anos de idade, sua mãe Francisca Torres morreu e a tutela das crianças passou para a avó materna. No ano seguinte à tutela da avó, a criança fez voto de castidade, ainda que contra a vontade da avó, que intencionava orientá-la para o matrimônio.
Já em 1560, aos 15 anos de idade, decidi com o irmão Cristóbal junto com a avó paterna, viver em Plasencia, onde viveria por dez anos.

## Vida religiosa
Aos 18 anos colocou-se sob a direção espiritual do padre Pedro Rodríguez, um jesuíta, que em 1569 foi destinado a Toledo, onde conheceu o padre Pablo Hernández, também jesuíta, que lhe falou e o apresentou a Santa Teresa que estava em Toledo. Nesse mesmo ano, Ana sofreu uma doença grave que durou três meses e tornou-se crônica com febre quartã.
Um ano depois o Pe. Pedro escreveu uma carta a Ana, que estava na Plasencia, contando-lhe sobre Santa Teresa e pedindo-lhe que a avisasse caso quisesse entrar no Carmelo. Assim como indicado pelo padre ela escreveu e pediu para Teresa de Ávila lhe indicar um local para professar e não tardou para Santa Teresa responder. Santa Teresa aceitou o seu pedido de ingresso e no dia 2 de abril, a recebe e pede para ela tratar de sua doença e a recomenda Ávila, para poder ser sua prioresa ali.
No dia 31 de julho, Ana mudou-se para Ávila, onde entrou e tomou o hábito de noviça no dia 1º de agosto, sendo recebida por María de San Jerónimo, na ausência de Teresa de Ávila, que se encontrava em Toledo, e só até meados de agosto é quando tenta a oportunidade de encontrá-la, sendo que voltaria a Ávila nesta época.
Em novembro de 1570, ele a enviou para a nova fundação em Salamanca. Em 22 de outubro de 1571 assume o hábito e a profissão. No ano seguinte, ela nomeou sua sacristã - a sacristã é a religiosa destinada em seu convento a cuidar das coisas da sacristia e fazer os serviços necessários para a manutenção da igreja - e enfermeira, segundo a santa, para distraí-la de seu egocentrismo. Ela permaneceria em Salamanca até janeiro de 1575.

## Relacionamento com Santa Teresa D'Ávila
Desde o momento em que Santa Teresa d'Ávila conheceu a irmã Ana de Jesús e viu suas virtudes, tornou-se sua filha predileta, que junto com Maria de San José foram os pilares da santa em sua vida e em sua sucessão.
Em Salamanca, Ana demonstrou o seu talento e assim o testemunhou nas suas Provas. As relações privilegiadas que manteve com ela tiveram uma nota especial, a tal ponto que quando Santa Teresa a ofereceu a fundação do Carmelo de Beas, nos confins de Castela e afastada das outras fundações, ela pensa em Ana como uma peça fundamental a promove para Priora, porque sabe que cumprirá a sua missão de forma notável. Também não se esqueceu de María de San José, as três ficam em Beas por três meses. María foi comissionada como Prioresa em Caravaca de la Cruz (Múrcia), após um tempo Santa Teresa levou-a consigo para Sevilha, onde a deixou como Priora, em 18 de maio de 1575, quando viu Santa Teresa pela última vez.
Desta forma Santa Teresa pôde acalmar-se ao deixar a Andaluzia em 1576 para regressar a Castela, sabendo que os Conventos ali fundados estavam em boas mãos.

## As Fundações

### Espanha
A primeira vez que ela saiu de Salamanca foi em 1575 para Beas de Segura. Lá, em abril daquele ano, conheceu o Pe. Jerónimo Gracián, então, visitando a Andaluzia.
Em outubro de 1578, ela esteve no convento de Beas e lá pode conhecer São João da Cruz, quando ele conseguiu sair da prisão depois do problema de Almodóvar. Ana, como as outras freiras, ficaram encantadas com a presença do santo e desfrutaram de sua direção espiritual.
Em janeiro de 1582, a conselho do Pe. Gracián e San Juan, Ana partiu para outra nova fundação, desta vez em Granada, acompanhada por João da Cruz e seis religiosas, onde o convento foi fundado em 21 de janeiro.
Participou também da fundação do de Málaga. Embora não esteve presente, fez de tudo para acelerar todos os procedimentos necessários.
Em julho de 1586 abriu-se outra nova fundação, a de Madrid, que até então era conhecido como um espinho ou pedra no sapato já que Santa Teresa já tinha tentando, porém não tinha conhecido, mas Ana de Jesús, quando no dia 17 de setembro junto com o Monsenhor Neroni erguem o convento dedicado para Santa Ana.
Em Madrid conhece a filha de Felipe II, Isabel Clara Eugenia, de quem manteve uma boa amizade. De Madrid, ele prepara as fundações de Huarte e Valencia. E depois voltou a Salamanca em 1586 para ser Prioresa.

### Na Europa
A escolhida para a França foi Maria de San José, que Santa Teresa deixou como prioresa em Sevilha e mais tarde tornou-se prioresa de Lisboa. Esta foi enviada secretamente para Cuerva (Toledo) e de forma misteriosa morreu alguns dias depois. E assim as coisas mudam, e a candidata escolhida para substituir doi justamente Ana de São Bartolomeu, aquela que foi enfermeira da santa nos seus últimos anos e aos seus cuidados desde que partiu o braço em Sevilha. Cinco outras freiras a acompanhariam. A direção negocial desse projeto correspondeu a Pierre Bérulle, que, junto com outros, carregava cartas de Henrique IV, Rei da França, para o Rei da Espanha e para o Embaixador da França Barrault, além de uma bula "In Supremo", datada de 13 de novembro de 1603. Bérulle concordou que Ana de Jesús iria para Paris , mas a posição do Padre Geral, Francisco de la Madre de Dios, foi negativa, levando a discussões, e no final o Padre Geral teve que mudar de postura; até Ana de São Bartolomeu, que a recomendou, deu-lhe as rédeas como capitã, tendo mais experiência em conventos do que ela. Os franceses a chamariam de "espanhola corajosa".
Chegaram a Paris em 15 de outubro de 1604, e em 18 de outubro foi fundado o novo convento com dedicação à Encarnação, permanecendo como Prioresa Ana de Jesús.
No ano seguinte, a 14 de janeiro, outro foi fundada em Pontoise, deixando a prioresa Ana de São Bartolomeu e uma terceira em Dijón, em 21 de setembro, onde no dia 4 de outubro Ana adoeceu com a peste e foi curada com o véu do Santo.
A pedido de Isabel Clara Eugenia, filha de Felipe II e Isabel de Valois, visto que Ana a conheceu quando fundou o de Madrid, e que ela esteve na Flandres como governadora dos Países Baixos, pede a Ana para ali fazer uma nova fundação, que foi feito em 25 de janeiro de 1607 e no mesmo ano em 7 de novembro, Ana de Jesús fundou outro convento em Lovaina . Em 7 de fevereiro de 1608, outra fundação em Mons. Padre Gracián, que estava na Bélgica, continua como seu diretor espiritual.

## Defesa da reforma e sanções teresianas
Depois da morte de Teresa de Ávila, o Pe. Gracián fez com que um novo superior geral fosse eleito para a ordem: o Pe. Doria. Mas muito rapidamente este defende uma obediência muito exigente, e estrita à regra e aos superiores, bem como muitas penitências e mortificações. Era tão rígido que chegou assustar de forma desanimadora, e talvez esmagadora, algumas freiras, lideradas por Ana de Jesús, tentam preservar o espírito da reforma carmelita - Buscar a união com Deus, a caridade e o amor ao próximo -, incutido por Teresa de Ávila. Em 1590, a Madre Ana de Jesús, com algumas outras freiras e o apoio do Padre Gracián, escreveu ao Papa Sisto V para pedir-lhe que congelasse as constituições estabelecidas por Teresa de Ávila. O processo foi bem sucedido e o Papa respondeu favoravelmente ao seu pedido com um breve intitulado Breve Salvatoris.
Mas esta decisão provocou a ira de Doria, que reage sancionando as freiras que agiram pelas costas: retira Ana de Jesús do seu cargo de prioresa do convento e condena a freira à prisão na prisão do convento. A freira só poderia sair de seu calabouço para assistir à missa (e receber a comunhão) duas vezes por ano. Só uma intervenção pessoal do Rei de Espanha conseguiu reduzir a pena a “uma missa por mês”. Tendo o Papa Sisto V morrido logo após a redação do escrito, o Padre Doria pergunta ao novo papa, Gregório XIV, para cancelar o mandado de seu antecessor, que ele lhe concede. No entanto, a informação não chegou até ele até depois do ano de 1591, limitando assim os desejos do general carmelita de mudanças durante durante este ano.
Após a morte de Doria (em 1594), Irmã Ana de Jesús foi libertada da prisão e voltou ao seu posto de prioresa do convento.

## Espiritualidade
Alguns acreditam que Ana de Jesús foi "uma das maiores carismáticas do Carmelo Teresiano". Seus hagiógrafos relatam que ela possuía muitos dons místicos (carismas de conhecimento das almas, cura, profecia ou intercessão pelos moribundos).
A sua espiritualidade é claramente influenciada por Santa Teresa e São João da Cruz. Por meio de seus escritos, Anne mostra um "grande amor pela humanidade de Cristo". Para ela, esta disposição está intimamente ligada à adoração ao Santíssimo Sacramento, à Eucaristia e à devoção ao Sangue de Cristo. Gradualmente ao longo dos anos, ela se interessou pelo personagem de Jó (no Antigo Testamento), assim, alguns notaram em sua correspondência a presença de temas relacionados ao Livro de Jó como “a aceitação da vontade de Deus, em adversidade como prosperidade”.

## Beatificação
No mesmo ano da morte de Ana (1621), iniciou-se um processo ordinário de beatificação e canonização nas sedes de Mechelen, Tournai, Cambrai, Arras e Antuérpia. As declarações continuaram e se sucederam até 1642, sem que o processo continuasse.
Em 1872, a causa de beatificação foi retomada. Para isso, Pe. Bertolo Ignacio, carmelita belga e definidor geral, edita um bom guia dos documentos processuais de Madre Ana, que chamou de "Tableau chronologique des principaux Témoignages… de la Vénérable mère Anne de Jésus", em Bruxelas.
Em 1881, o processo sobre a fama de santidade, vida e milagres foi aberto na diocese de Mechelen e novos decretos foram abertos sobre os escritos e a validade do processo apostólico. Em 1895, em Mechelen, outro julgamento foi aberto sobre virtudes e milagres "em espécie".
Em 1885, os seus escritos e cartas espirituais, que revelam a sua profunda vida interior e uma extraordinária prudência, são aprovados pelas autoridades religiosas.
Em 1895, o Padre Bertolo, que já tinha ingressado com o processo de 1881, entrou com outro processo sobre virtudes e milagres em espécie.
Em 1904, outro decreto relativo à validade do processo apostólico foi aberto, infelizmente sem conseguir êxito.
Em 1991 o capítulo geral da Ordem dos Carmelitas Descalços, em Roma, solicitou a introdução da causa de beatificação de Ana de Jesús (ao mesmo tempo que as de Maria de São José e Jerônimo Gracián).
Em 2019, 398 anos depois do primeiro processo de beatificação, o Papa Francisco reconheceu finalmente as virtudes heroicas de Madre Ana de Jesús, declarando-a assim venerável.
Em 2023, um milagre obtido através da intercessão de Madre Ana de Jesús foi reconhecido pelo Dicastério para as Causas dos Santos.
No dia 29 de setembro de 2024, no encerramento de sua 46ª Viagem apostólica internacional, o Papa Francisco beatificou a religiosa Madre Ana de Jesús durante uma missa celebrada no Estádio Rei Balduíno em Bruxelas, na Bélgica.

## Influência
Quando a Madre Teresa escreveu o livro "As Fundações", ela dividiu uma cela em Salamanca com Ana, que estava ciente de tudo o que a santa escrevia. Ela foi a melhor conhecedora da obra de Teresa.
São João da Cruz confiou-lhe também o seu Cântico Espiritual, que guardou até 1586, altura em que o entregou à noviça Isabel da Encarnação, que o levou às fundações de Baeza e Jaén, onde foi encadernado e conservado.
Ao ver a santa pela primeira vez, maltratada e muito acabada, Ana mandou duas freiras cantar as liras em louvor às obras, que ao ouvi-las ficou em êxtase. Muitos autores atribuem essas liras a Ana, mas hoje sua autoria é posta em dúvida.
Ana foi quem, anos depois da morte de Teresa, compilou toda a sua obra. Em 1587, em Madrid, conheceu Frei Luis de León, a quem entregou os escritos para posterior publicação sob o título de "Obras Completas: Teresa de Jesus", fundadora dos mosteiros de freiras e frades das Carmelitas Descalças da Primeira Regra ( Salamanca, 1588).
Quando partiu para a Europa, o Padre Jerónimo Gracián também a encorajou a escrever a Ana de Jesús, e assim ela escreveu a sua "Viagem a Paris", pois anos antes o próprio Padre Gracián lhe pedia que escrevesse o Relatório da fundação de Granada.

## Visão de Santa Teresinha do Menino Jesus
Em sua obra "História de uma alma", Santa Teresa de Lisieux conta que um dia sonhou com Ana de Jesús:
"Nos primeiros clarões da aurora, encontrava-me, em sonho, numa espécie de galeria. Havia muitas outras pessoas, mas afastadas. Só nossa Madre estava perto de mim. De repente, sem ter percebido como tinham entrado, vi três carmelitas cobertas com suas capas e grandes véus. Pareceu-me que vinham encontrar nossa Madre; mas compreendi claramente que elas vinham do céu. Do fundo do meu coração, gritei: Ah! como ficaria feliz de ver, o rosto de uma dessas carmelitas. Nesse momento, como se minha oração tivesse sido ouvida por ela, a mais alta das santas aproximou-se de mim; caí de joelhos. Oh! felicidade. A carmelita levantou seu véu, ou melhor, o tirou e pôs sobre mim... Reconheci, sem a menor hesitação, a venerável Madre Ana de Jesús, fundadora do Carmelo na França. Tinha rosto bonito, de uma beleza imaterial, nenhum raio de luz saía dela. Contudo, apesar do véu que nos envolvia, via esse rosto celeste iluminado por uma luz incrivelmente suave, luz que não recebia, mas produzia por si mesmo" (Santa Teresinha do Menino Jesus)

## Obras
Os poemas de Ana de Jesús tem um fervor claramente carmelita, assim com os de Santa Teresa de Ávila, Santa Teresinha do Menino Jesus e São João da Cruz., da mesma forma os seus escritos, atas e cartas. Infelizmente algumas de suas obras desapareceram. Ela manifesta em seus escritos que tem uma missão religiosa: propagar a reforma teresiana fora da Espanha, e deve fazê-lo pela vontade de Deus. Assim ela viajaria, e por isso ela viveu mais fora do convento... sempre sob o comando divino. suas cartas mostra uma mulher que sabe como atender às necessidades materiais necessárias para expandir o pedido. Por isso deixou o claustro e a ele vai dedicar a sua vida.
Ela nos deixou um grande número de cartas e documentos, embora as cartas que Madre Teresa escreveu a Ana de Jesús tenham sido queimadas por ela, cerca de 89 cartas, ordenadas para serem destruídas pela própria Madre, naqueles anos em que a ordem sofreu perseguições. Ana lembra-se disso com muita dor em 1597.
As cartas preservadas são 53 escritas entre 1590 e 1621. Incluem toda a sua vida religiosa, desde o convento até poucos dias antes de sua morte. São de grande valor historiográfico, pois se referem a vários personagens da época.  Estas cartas têm um conteúdo diferente dependendo dos destinatários: portanto, as dirigidas ao Pe. Diego de Guevara são diferentes das dirigidas à Irmã Beatriz da conceição. Os primeiros tratam das fundações monásticas, dos conselhos espirituais, dos problemas com a edição do "Livro de Jó" do Pe. Luis de León ou da tradução flamenga das obras de Santa Teresa; este último tem um tom mais íntimo e pessoal, ela escreve sobre seus sentimentos, o sofrimento devido à distância que os separa ou seus problemas de saúde.

### Poemas
O livro "Las primeras poetisas en lengua castellana", contem os poemas das primeiras poetisas castelãs, dentre os inúmeros poemas é possível encontra o "El rey de reyes" de Ana de Jesús, em espanhol.
El Rey de Reyes
Mirad al Rey de los reyes
que por hacernos señores
se sujeta a nuestras leyes

y se carga de dolores. (Ana de Jesús).